# Звягино (Пушкино)
Звя́гино — микрорайон города Пушкино Московской области России. До включения в 2003 году в черту города — село в Пушкинском районе Московской области.

## География
Расположен  в лесной зоне и граничит с микрорайонами «Мамонтовка» (с севера), «Клязьма» (с востока), а также с городским поселением Черкизово (с юга).

## История
В 1948 году школьником Борисом Макаренковым на южной окраине села Звягино (на южной окраине торфоразработок, 150—200 м от русла Клязьмы) была обнаружена стоянка каменного века, являющаяся самым древним свидетельством пребывания человека на территории современного Пушкинского городского округа. На стоянке, датированной 3 тыс. до н. э., были найдены кремнёвый нож, скребок, пластины и отщепы со следами обработки.
Звягино сначала числилось за Василием Зиновьевичем Дятлом-Станищевым, затем за его женой Домной и её пасынком Борисом. Спустя некоторое время село купил Алексей Дмитриевич Владимиров и, наконец, по купчей 1523/24 года у своего шурина Владимирова село выкупил Иван Григорьевич Морозов. В 1526 году Звягино покупает князь Михаил Львович Глинский (дядя матери Ивана Грозного Елены Глинской). Будучи сыном литовского вельможи, он воспитывался при дворе германского императора Максимилиана I. Став крупнейшим магнатом, он оказывал влияние на литовского князя и польского короля Александра Ягеллона. После его смерти новый литовский князь Сигизмунд I отстранил Глинского от всех занимаемых должностей, чем и вызвал мятеж Глинских. В итоге Глинский перешёл на службу к московскому князю Василию III. Во время последовавшей вскоре русско-литовской войны он попытался перейти на сторону к Сигизмунду I, но был схвачен и отправлен в тюрьму. Максимилиан I пытался освободить своего воспитанника, отправив к Василию III посольство во главе с бароном Герберштейном. Однако на свободу Глинский вышел лишь спустя 10 лет, после того как Василий III женился на его племяннице. После смерти Василия III князь оказался жертвой политических интриг собственной племянницы и её фаворита, был заключён в тюрьму, где и умер в 1534 году.
В 1538 году Звягино, а также «Черкизово, Тарасовка, Лисвенки, Офросинки» переходят во владение Троице-Сергиева монастыря. В XVIII веке Звягино — владения Коллегии экономии, с 1797 года — Удельного ведомства. В 1895 году в Звягино стараниями старосты И. И. Калачёва была построена земская школа. В конце XIX века здесь проживали семьи Ивановых, Михайловых, Никифоровых, Фадеевых, Уткиных, Максимовых, Васильевых, Петровых, Семёновых, Гавриловых, Ефимовых, Макаровых, Честновых и др.
Административно-территориальная принадлежность:
- 12 июля 1929 — 10 февраля 1955 года, 28 апреля 1962 — 1 февраля 1963 года, 11 января 1965 — 2 декабря 1972 года — село Звягинского сельсовета Пушкинского района Московской области;
- 10 февраля 1955 — 18 августа 1960 года — село Звягинского сельсовета Мытищинского района Московской области;
- 18 августа 1960 — 28 апреля 1962 года — село Звягинского сельсовета Калининградского района Московской области;
- 1 февраля 1963 — 11 января 1965 года — село Звягинского сельсовета Мытищинского укрупнённого сельского района Московской области;
- 2 декабря 1972 — 31 июля 2003 года — село дачного посёлка Клязьма Пушкинского района Московской области (административное подчинение);
- с 31 июля 2003 года по настоящее время — включено в черту города Пушкино.

## Транспорт
К востоку от микрорайона расположена платформа «Клязьма» Ярославского направления МЖД. Автобусное сообщение представлено маршрутами № 29 (пл. Тарасовская – ст. Пушкино) и № 509 (м. Медведково (Москва) – ст. Пушкино).

## Здравоохранение
- ГБУЗ МО МОБ им. проф. В. Н. Розанова, амбулатория № 7